# Łozowa (rejon iziumski)
Łozowa (ukr. Лозова) – wieś na Ukrainie, w obwodzie charkowskim, w rejonie iziumskim. W 2001 liczyła 131 mieszkańców, spośród których 117 posługiwało się językiem ukraińskim, a 14 rosyjskim.